# تک سیفی
تک سیفی یک روستا در ایران است که در شهرستان بیرجند واقع شده‌است.